# Ынырга (река)
Ынырга — река в России, протекает по Республике Алтай, выше впадения реки Тургузень называется Верхняя Ынырга. Устье реки находится в 28 км по левому берегу реки Саракокша у села Ынырга. Длина реки составляет 20 км.
В 5 км от устья, по левому берегу реки впадает река Сейка.

## Данные водного реестра
По данным государственного водного реестра России относится к Верхнеобскому бассейновому округу, водохозяйственный участок реки — Бия, речной подбассейн реки — Бия и Катунь. Речной бассейн реки — (Верхняя) Обь до впадения Иртыша.